# Hiroki Itō (ur. 1999)
Hiroki Itō (jap. 伊藤洋輝 Itō Hiroki; ur. 12 maja 1999 w Hamamatsu) – japoński piłkarz, występujący na pozycji obrońcy w niemieckim klubie Bayern Monachium oraz w reprezentacji Japonii. Uczestnik Mistrzostw Świata 2022. Wychowanek Júbilo Iwata, w trakcie swojej kariery grał także w Nagoyi Grampus.